# Виденов, Жан
Жан Васи́лев Ви́денов (болг. Жан Василев Виденов; род. 22 марта 1959, Пловдив) — болгарский государственный и политический деятель, руководитель Болгарской социалистической партии с декабря 1991 по декабрь 1996 года. Занимал должность премьер-министра Болгарии в 82-м правительстве Болгарии (1995—1997).

## Биография
Жан Виденов родился в Пловдиве. В 1985 году окончил факультет Международных экономических отношений МГИМО (Москва). Член Болгарской коммунистической партии с 1983 года.
Был секретным сотрудником Госбезопасности НРБ с 1988 по 1990 год с агентурным именем Дунай (Дунав) в качестве содержателя явочной квартиры.
В 1991 году был избран председателем БСП при поддержке предшественника Александра Лилова.
После победы БСП на выборах 1994 года Жан Виденов возглавляет правительство. Согласно мнениям оппонентов, некомпетентная финансовая политика кабинета довела страну до тяжёлого экономического кризиса. В то же время правительство Виденова погасило 2,1 миллиарда долларов внешнего долга Болгарии. Зимой 1996/1997 годов страна оказалась в состоянии гиперинфляции. Правительство объявило о невозможности обслуживать внешную задолженность. А внутри страны нарастало массовое недовольство, зарплаты снизились до несколько долларов. Ситуация выходила из-под контроля.
4 ноября 1996 года 19 членов руководства БСП направили открытое письмо с требованием отставки Виденова. Правительство сопротивлялось. В то же время оппозиция в лице Союза демократических сил возглавила массовые протесты в стране. 21 декабря 1996 года на внеочередном 42-м Съезде БСП Жан Виденов объявил об отставке с постов премьер-министра и председателя партии. Новым главой БСП был избран Георгий Пырванов. Попытка социалистов составить новое правительство так и не приняв вину за создавшееся положение провалилась. Оказавшись лицом к лицу с растущим недовольством граждан, партия отказалась от власти.

## После отставки
После ухода из руководства БСП Жан Виденов отошёл от активной политической деятельности, сейчас занимается преподаванием в частном ВУЗе в Пловдиве.
В 2009 году объявил, что покидает БСП из-за несогласия с политикой правительства Сергея Станишева. Ныне является идеологом молодёжного Коммунистического движения «Че Гевара».
В мае 2021 года Жан Виденов заявил, что вернулся в политику и основал свою партию «Левая альтернатива».
Владеет английским, французским, русским и арабским языками.

## Семейная жизнь
Жан Виденов женат на Каталине Виденовой, его сын — Васил Виденов.